# Sverres Saga
Sverres saga er en kongesaga om den norske konge Sverre Sigurdsson (1151–1202). Sagaen blev i hovedtræk skrevet af den islandske abbeden Karl Jonsson, på kongens bestilling.
Den første del af sagaen, som kaldes "Gryla", blev sandsynligvis skrevet i vinteren 1185-86, mens kongen selv "sad hos" og påvirkede indholdet og fremstillingen. Den sidste del af sagaen er efter alt at dømme skrevet efter kongens død i 1202, og indeholder flere episoder som ikke svarer til det billede af kongen som findes i første del: den fromme kongen som bærer Olavs-arven. Sagaen indeholder udførlige referater fra flere taler til kongen.